# Herrarnas lättvikts-dubbelsculler i rodd vid olympiska sommarspelen 2016
Herrarnas lättvikts-dubbelsculler i rodd vid olympiska sommarspelen 2016 avgjordes mellan den 8 och 12 augusti 2016 i Rio de Janeiro.

## Resultat

### Försöksheat
De två första i varje försöksheat gick vidare till semifinal medan övriga gick till återkvalet.

#### Försöksheat 1
| Placering | Roddare                            | Land     | Tid     | Noteringar |
| --------- | ---------------------------------- | -------- | ------- | ---------- |
| 1         | Gary O'Donovan Paul O'Donovan      | Irland   | 6.23,72 | SA/B       |
| 2         | Andrea Micheletti Marcello Miani   | Italien  | 6.24,10 | SA/B       |
| 3         | Mads Rasmussen Rasmus Quist Hansen | Danmark  | 6.33,67 | R          |
| 4         | Moritz Moos Jason Osborne          | Tyskland | 6.40,48 | R          |
| 5         | Cem Yilmaz Huseyin Kandemir        | Turkiet  | 6.41,67 | R          |

#### Försöksheat 2
| Placering | Roddare                                        | Land      | Tid     | Noteringar |
| --------- | ---------------------------------------------- | --------- | ------- | ---------- |
| 1         | Kristoffer Brun Are Strandli                   | Norge     | 6.24,81 | SA/B       |
| 2         | Josh Konieczny Andrew Cambell                  | USA       | 6.26,56 | SA/B       |
| 3         | Felipe Cardenas Morales Bernardo Guerrero Diaz | Chile     | 6.38,95 | R          |
| 4         | Bernhard Sieber Paul Sieber                    | Österrike | 6.43,37 | R          |
| 5         | Chiu Hin Chun Tang Chiu Mang                   | Hongkong  | 6.45,05 | R          |

#### Försöksheat 3
| Placering | Roddare                               | Land      | Tid     | Noteringar |
| --------- | ------------------------------------- | --------- | ------- | ---------- |
| 1         | Pierre Houin Jérémie Azou             | Frankrike | 6.24,62 | SA/B       |
| 2         | Artur Mikołajczewski Miłosz Jankowski | Polen     | 6.27,70 | SA/B       |
| 3         | Hiroshi Nakano Hideki Omoto           | Japan     | 6.34,27 | R          |
| 4         | Raúl Hernández Liosbel Hernández      | Kuba      | 6.39,79 | R          |
| 5         | Andre Mattias Jean-Luc Rasamoelina    | Angola    | 6.58,93 | R          |

#### Försöksheat 4
| Placering | Roddare                             | Land           | Tid     | Noteringar |
| --------- | ----------------------------------- | -------------- | ------- | ---------- |
| 1         | James Thompson John Smith           | Sydafrika      | 6.23,10 | SA/B       |
| 2         | Will Fletcher Richard Chambers      | Storbritannien | 6.25,62 | SA/B       |
| 3         | Daniel Wiederkehr Michael Schmid    | Schweiz        | 6.29,95 | R          |
| 4         | Sun Man Wang Chunxin                | Kina           | 6.30,83 | R          |
| 5         | Xavier Vela Maggi Willian Giaretton | Brasilien      | 6.31,13 | R          |

### Återkval
De två första i varje återkval gick vidare till semifinal.

#### Återkval 1
| Placering | Roddare                                        | Land    | Tid     | Noteringar |
| --------- | ---------------------------------------------- | ------- | ------- | ---------- |
| 1         | Mads Rasmussen Rasmus Quist Hansen             | Danmark | 7.02,78 | SA/B       |
| 2         | Sun Man Wang Chunxin                           | Kina    | 7:03,88 | SA/B       |
| 3         | Raúl Hernández Liosbel Hernández               | Kuba    | 7.07,17 | SC/D       |
| 4         | Felipe Cardenas Morales Bernardo Guerrero Diaz | Chile   | 7.11,38 | SC/D       |
| 5         | Cem Yilmaz Huseyin Kandemir                    | Turkiet | 7.13,49 | SC/D       |
| 6         | Andre Mattias Jean-Luc Rasamoelina             | Angola  | 7.29,73 | SC/D       |

#### Återkval 2
| Placering | Roddare                             | Land      | Tid     | Noteringar |
| --------- | ----------------------------------- | --------- | ------- | ---------- |
| 1         | Moritz Moos Jason Osborne           | Tyskland  | 7.05,36 | SA/B       |
| 2         | Bernhard Sieber Paul Sieber         | Österrike | 7.06,41 | SA/B       |
| 3         | Daniel Wiederkehr Michael Schmid    | Schweiz   | 7.07,90 | SC/D       |
| 4         | Xavier Vela Maggi Willian Giaretton | Brasilien | 7.11,20 | SC/D       |
| 5         | Hiroshi Nakano Hideki Omoto         | Japan     | 7.13,60 | SC/D       |
| 6         | Chiu Hin Chun Tang Chiu Mang        | Hongkong  | 7.22,05 | SC/D       |

### Semifinaler C/D
De tre första i varje semifinal gick vidare till C-finalen.

#### Semifinal C/D 1
| Placering | Roddare                                        | Land     | Tid     | Noteringar |
| --------- | ---------------------------------------------- | -------- | ------- | ---------- |
| 1         | Daniel Wiederkehr Michael Schmid               | Schweiz  | 7.22,15 | FC         |
| 2         | Cem Yilmaz Huseyin Kandemir                    | Turkiet  | 7.24,14 | FC         |
| 3         | Felipe Cardenas Morales Bernardo Guerrero Diaz | Chile    | 7.24,71 | FC         |
| 4         | Chiu Hin Chun Tang Chiu Mang                   | Hongkong | 7.33,47 | FD         |

#### Semifinal C/D 2
| Placering | Roddare                             | Land      | Tid     | Noteringar |
| --------- | ----------------------------------- | --------- | ------- | ---------- |
| 1         | Xavier Vela Maggi Willian Giaretton | Brasilien | 7.27,34 | FC         |
| 2         | Raúl Hernández Liosbel Hernández    | Kuba      | 7.30,13 | FC         |
| 3         | Hiroshi Nakano Hideki Omoto         | Japan     | 7.30,64 | FC         |
| 4         | Andre Mattias Jean-Luc Rasamoelina  | Angola    | 7.39,59 | FD         |

### Semifinaler A/B
De tre första i varje semifinal gick vidare till A-finalen.

#### Semifinal A/B 1
| Placering | Roddare                        | Land           | Tid     | Noteringar |
| --------- | ------------------------------ | -------------- | ------- | ---------- |
| 1         | Pierre Houin Jérémie Azou      | Frankrike      | 6.34,43 | FA         |
| 2         | Josh Konieczny Andrew Cambell  | USA            | 6.35,19 | FA         |
| 3         | Gary O'Donovan Paul O'Donovan  | Irland         | 6.35,70 | FA         |
| 4         | Will Fletcher Richard Chambers | Storbritannien | 6.38,76 | FB         |
| 5         | Moritz Moos Jason Osborne      | Tyskland       | 6.59,28 | FB         |
| 6         | Sun Man Wang Chunxin           | Kina           | 7.01,49 | FB         |

#### Semifinal A/B 2
| Placering | Roddare                               | Land      | Tid     | Noteringar |
| --------- | ------------------------------------- | --------- | ------- | ---------- |
| 1         | James Thompson John Smith             | Sydafrika | 6.38,01 | FA         |
| 2         | Kristoffer Brun Are Strandli          | Norge     | 6.38,65 | FA         |
| 3         | Artur Mikołajczewski Miłosz Jankowski | Polen     | 6.40,23 | FA         |
| 4         | Andrea Micheletti Marcello Miani      | Italien   | 6.40,45 | FB         |
| 5         | Mads Rasmussen Rasmus Quist Hansen    | Danmark   | 6.45,05 | FB         |
| 6         | Bernhard Sieber Paul Sieber           | Österrike | 6.53,62 | FB         |

### Finaler

#### Final D
| Placering | Roddare                            | Land     | Tid     | Noteringar |
| --------- | ---------------------------------- | -------- | ------- | ---------- |
| 1         | Chiu Hin Chun Tang Chiu Mang       | Hongkong | 6.57,95 |            |
| 2         | Andre Mattias Jean-Luc Rasamoelina | Angola   | 7.01,74 |            |

#### Final C
| Placering | Roddare                                        | Land      | Tid     | Noteringar |
| --------- | ---------------------------------------------- | --------- | ------- | ---------- |
| 1         | Daniel Wiederkehr Michael Schmid               | Schweiz   | 6.42,57 |            |
| 2         | Xavier Vela Maggi Willian Giaretton            | Brasilien | 6.44,80 |            |
| 3         | Hiroshi Nakano Hideki Omoto                    | Japan     | 6.45,81 |            |
| 4         | Cem Yilmaz Huseyin Kandemir                    | Turkiet   | 6.47,06 |            |
| 5         | Felipe Cardenas Morales Bernardo Guerrero Diaz | Chile     | 6.47,67 |            |
| 6         | Raúl Hernández Liosbel Hernández               | Kuba      | 6.47,80 |            |

#### Final B
| Placering | Roddare                            | Land           | Tid     | Noteringar |
| --------- | ---------------------------------- | -------------- | ------- | ---------- |
| 1         | Will Fletcher Richard Chambers     | Storbritannien | 6.28,81 |            |
| 2         | Andrea Micheletti Marcello Miani   | Italien        | 6.29,52 |            |
| 3         | Moritz Moos Jason Osborne          | Tyskland       | 6.32,30 |            |
| 4         | Mads Rasmussen Rasmus Quist Hansen | Danmark        | 6.34,72 |            |
| 5         | Sun Man Wang Chunxin               | Kina           | 6.40,74 |            |
| 6         | Bernhard Sieber Paul Sieber        | Österrike      | 6.42,19 |            |

#### Final A
| Placering | Roddare                               | Land      | Tid     | Noteringar |
| --------- | ------------------------------------- | --------- | ------- | ---------- |
| 1         | Pierre Houin Jérémie Azou             | Frankrike | 6.30,70 |            |
| 2         | Gary O'Donovan Paul O'Donovan         | Irland    | 6.31,23 |            |
| 3         | Kristoffer Brun Are Strandli          | Norge     | 6.31,39 |            |
| 4         | James Thompson John Smith             | Sydafrika | 6.33,29 |            |
| 5         | Josh Konieczny Andrew Cambell         | USA       | 6.35,07 |            |
| 6         | Artur Mikołajczewski Miłosz Jankowski | Polen     | 6.42,00 |            |